# Chat rubigineux
Prionailurus rubiginosus
Espèce
Sous-espèces de rang inférieur
- Prionailurus rubiginosus rubiginosus
- Prionailurus rubiginosus phillipsi

Répartition géographique
Statut de conservation UICN

 NT  : Quasi menacé
Statut CITES
Le Chat rubigineux (Prionailurus rubiginosus) aussi appelé Chat léopard de l'Inde ou Chat rougeâtre ou encore Chat tacheté de rouille est une espèce de félin que l'on rencontre au Népal, en Inde et sur l'île du Sri Lanka.
Ce petit carnivore demeure mal connu. Avec le Chat à pieds noirs, il est le plus petit des félins actuels : le poids moyen d'un adulte est inférieur à 1,5 kg.
Il ne faut pas confondre le chat rubigineux, espèce particulière, avec l'ensemble des chats domestiques qui ont une robe de couleur rousse.

## Origine du nom
Le terme « rubigineux » (du latin rubiginosus) désigne la rouille, en référence à la couleur du pelage de ce félin.

## Description
Le corps allongé du chat rubigineux mesure de 35 à 48 cm de long, sans compter la queue de 15 à 25 cm. La hauteur au garrot est de 25 à 28 cm. Les femelles pèsent de 1,1 à 1,6 kg tandis que les mâles atteignent les 1,5 à 1,8 kg, soit le tiers du poids d'un chat domestique.
Le pelage est gris, plus ou moins parsemé de taches couleur rouille sur le dos et les flancs, tandis que le ventre, la poitrine et l'intérieur des pattes sont blancs. La queue, plutôt épaisse et mesurant près de la moitié de la longueur du corps, est plus foncée que le reste du pelage et les taches s'y fondent pour devenir des anneaux, très peu visibles sur le bout de la queue. Des rayures noires marquent les pattes et la base de la tête.
Le visage est marqué de deux rayures noires sur les joues et de deux rayures blanches très nettes qui remontent du bout du nez rose vers le front. Le revers de l'oreille est gris-roux et ne comporte pas de taches blanches, à l'inverse de celles des tigres par exemple. Les grands yeux aux pupilles fendues sont finement cerclés de blanc.
La couleur de la robe observée varie. Les individus aux marques plus sombres sont présents dans les zones humides, ceux aux marques rousses sont plutôt dans les aires sub-montagnardes et les individus les basses terres sèches ont une robe plus variée.
Le chat rubigineux ressemble énormément à son cousin le chat léopard du Bengale (Prionailurus bengalensis) présent en Inde et au Bengladesh.

## Un félin mal connu
Du fait de sa petite taille et de son comportement discret, on ne dispose que de très peu d'informations à propos du chat rubigineux. Les pièges photos ont montré une activité essentiellement nocturne. On ignore la taille de son territoire ou encore ses mœurs vis-à-vis de ses congénères (qu'il soit solitaire et territorial n'est qu'une hypothèse).

## Habitat
L'aire de répartition indienne du chat rubigineux est encore méconnue. Bien qu'il ait été vu au Jammu et dans l'Orissa situé au nord de la péninsule, il semble qu'il soit essentiellement présent dans le Sud-Ouest de l'Inde, du Gujarat au Kerala. En 2018, l'espèce est observée pour la première fois dans la réserve de tigres Udanti-Sitanadi, ce qui confirme sa présence dans l’État du Chhattisgarh. Dans le Maharashtra, sa présence est confirmée dans les réserves de tigre de Tadoba et de Navegaon-Nagzira, dans la réserve forestière d'Amboli et dans le sanctuaire faunique de Tipeshwar. Lors d'une étude réalisée sur le terrain de 2015 à 2017, la présence du Chat rubigineux a été confirmée dans le parc national de Wilpattu, dans les hauts plateaux du centre de Sri Lanka, près du parc national de Gal Oya, de Dehigahaela et de Dunumadallawa.

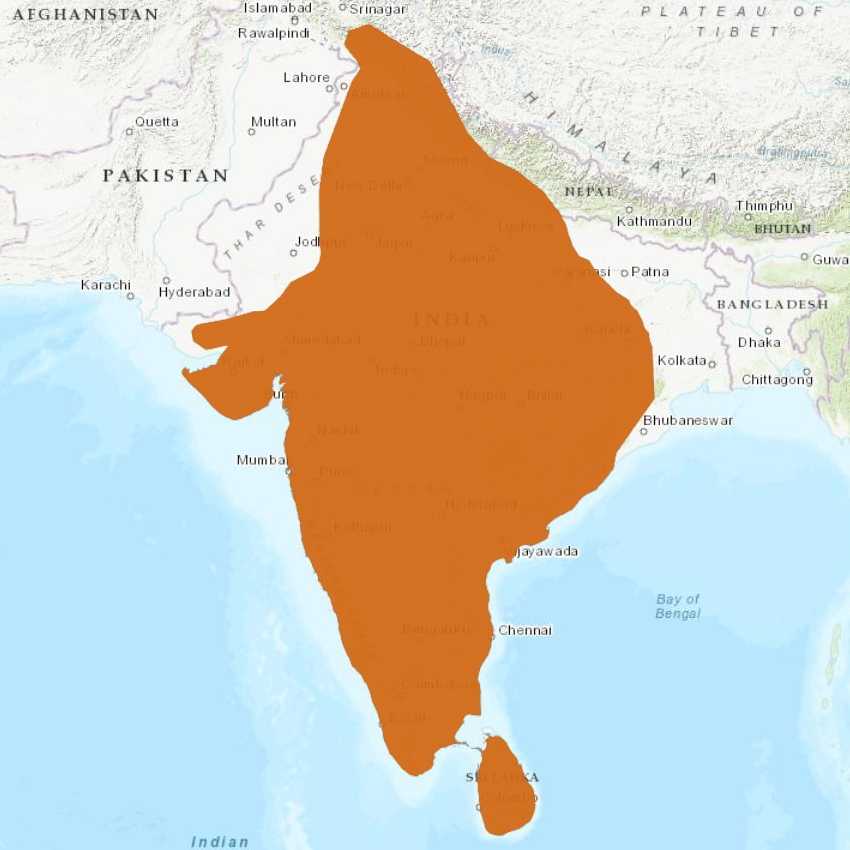
Répartition du Chat léopard de l'Inde

La population indienne du chat rubigineux vit surtout dans les forêts tropophiles et dans les prairies sèches, mais au Sri Lanka, les forêts tropicales deviennent l'habitat privilégié. La raison de cette différence pourrait venir de la compétition avec le chat léopard du Bengale, qui occupe les forêts tropicales du continent asiatique. Quant au Sri Lanka, les populations de chaus, qui préfèrent les milieux ouverts tels que les prairies, « forceraient » le chat rubigineux à se cantonner aux forêts.
Par ailleurs, on peut rencontrer les populations insulaires jusqu'à 2 100 m d'altitude.

## Comportement

### Alimentation
Ce félin est nocturne : son activité est plus intense du soir jusqu'au matin très tôt. Dans l’État du Chhattisgarh, le pic d'activité est observé à 1h35. Le plus souvent, il passe la journée caché dans un abri. Il se nourrit essentiellement de rongeurs, d'oiseaux et de lézards mais ne dédaigne pas les gros insectes comme les criquets. Les habitants du Sri Lanka et de l'Inde affirment qu'il est visible après de fortes pluies, lorsqu'il sort se nourrir de grenouilles et de petits rongeurs. Le chat rubigineux est d'un naturel amical et joueur, comportement favorable à une domestication, d'autant plus qu'il n'a pas peur de s'approcher des maisons et des villes (des observations ont été faites aux portes de Bangalore et dans les plantations de thé).
Il peut arriver que ce félin s'attaque aux poussins des volailles.

### Reproduction
L'œstrus dure 5 jours. La femelle met bas en avril, après 65 à 71 jours de gestation, d'un à trois chatons sans taches et aux yeux bleu clair.

## Sous-espèces
Le chat rubigineux est divisé en trois sous-espèces qui correspondent à deux aires de répartition bien distinctes :
- Prionailurus rubiginosus rubiginosus, pour les populations indiennes,
- Prionailurus rubiginosus phillipsi, pour les populations du Sri Lanka.
- Prionailurus rubiginosus koladivius, pour les populations du Sri Lanka[7].

L'existence de deux sous-espèces au Sri Lanka, Prionailurus rubiginosus phillipsi et Prionailurus rubiginosus koladivius, est encore discutée. P. r. phillipsi comprendrait les populations situées dans la zone de forêt humide de l'île, dont la robe présenterait des taches rondes et pleines de couleur marronâtre ou rousse. P. r. koladivius serait présente dans les zones de plaines sèches, son pelage serait caractérisé par des marques dorsales très foncées, des taches pleines marron foncée et une tête sombre.

## Conservation
Le Chat rubigineux est menacé par le recul de son habitat et la diminution du nombre de ses proies, conséquence de la pression agricole. De plus, il arrive qu'il s'attaque aux jeunes volailles, source de conflit avec les agriculteurs. 
De plus sa chair est consommée par les populations locales dans le cadre d'une chasse opportuniste. Par exemple, dans l'État du Chhattisgarh, les chasseurs locaux rapportent qu'ils mangent ces petits carnivores, capturés dans des pièges prévus pour d'autres animaux.
Le Chat rubigineux est plus rarement observé par les scientifiques que d'autres espèces de petits félins de la péninsule indienne comme le Chaus (Felis chaus), le Chat-léopard (Prionailurus bengalensis) et le Chat pêcheur (Prionailurus viverrinus). Au contraire, au Sri Lanka, sa présence est plus commune par rapport aux deux autres félinés sri-lankais.
L'espèce est également menacée par l'hybridation avec les chats harets, qui serait commune.
Le Chat rubigineux est classé comme « espèce quasi-menacée » (NT) sur la Liste rouge de l'UICN. Auparavant, l'espèce était considérée comme « vulnérable » (VU), mais la recherche scientifique a permis de mettre en évidence que son aire de répartition était plus étendue qu'initialement envisagé : l'amélioration de sa classification UICN reflète le manque de connaissances sur cette espèce plutôt qu'une amélioration de ses conditions de préservation. L'espèce est en Annexe II de la Convention de Washington (Annexe I pour la population de la péninsule indienne). L'espèce est inscrite dans le programme I partie I de la loi sur la protection de la nature de 1972 (Wildlife Protection Act 1972). Il fait aussi l'objet d'un Studbook européen (ESB).